# Monaci Marques
Monaci Marques Dantas, simplesmente chamado de Monaci Marques (Patos, 26 de dezembro de 1970), é um administrador, empresário e político brasileiro. Foi vereador e prefeito por dois mandatos no município de Vista Serrana, estado da Paraíba, além de deputado estadual da Paraíba. Assumiu o cargo de deputado estadual nas seguintes ocasiões: quando a deputada Eva Gouveia (PSD) apresentou um pedido de licença por 120 dias para resolver assuntos particulares e quando a deputada Gilma Germano, por causa do convite do governador Ricardo Coutinho, assumiu a Secretaria de Interiorização e Ação da Paraíba.